# Rääkkylä kyrkoby
Rääkkylä kyrkoby (finska: Rääkkylän kirkonkylä) är en tätort (finska: taajama) och centralort i Rääkkylä kommun i landskapet Norra Karelen i Finland. Vid tätortsavgränsningen den 31 december 2021 hade Bräkylä kyrkoby 510 invånare och omfattade en landareal av 2,43 kvadratkilometer.